# Nanowar of Steel
I Nanowar of Steel sono un gruppo musicale heavy metal/rock demenziale italiano formatosi agli inizi del 2003.
Il loro nome è una parodia congiunta di quelli dei Manowar e dei Rhapsody of Fire i quali, inizialmente chiamati semplicemente Rhapsody (così come i Nanowar avevano il nome costituito da una sola parola), furono in seguito costretti ad aggiungere "of Fire" per problemi di copyright.

## Storia

### Primi anni eOther Bands Play, Nanowar Gay!(2003-2007)
I Nanowar nacquero nel gennaio 2003 quando il bassista Edoardo Carlesi, in arte Gatto Panceri 666, registrò il primo demo della band contenente sei canzoni, tra le quali The Only Forest of the True Metal and the Other Heavy Minerals e True Metal of Steel. A febbraio e ad aprile dello stesso anno entrarono nel gruppo Potowotominimak, Uinona Raider, Mohamed Abdul e Sir Daniel (rispettivamente a voce, batteria e chitarre) che completarono la prima formazione dei Nanowar e pubblicarono il demo Triumph of True Metal of Steel nel giugno 2003.
Durante il 2004 i Nanowar iniziarono a lavorare su nuovo materiale per l'album di debutto. Durante tali sessioni Potowotominimak abbandonò la formazione per qualche mese, ritornando nei primi mesi del 2005, periodo in cui il gruppo iniziò le registrazioni del disco. Intitolato Other Bands Play, Nanowar Gay!, il disco uscì a giugno dello stesso anno e contiene brani come Tricycles of Steel (parodia di Wheels of Fire dei Manowar), Entra l'uomo di sabbia e The Number of the Bitch (cover rispettivamente di Enter Sandman dei Metallica e di The Number of the Beast degli Iron Maiden); nel disco apparve come ospite in alcuni brani Mr. Baffo, entrato poco tempo dopo in pianta stabile come secondo cantante.
Nel 2006 il gruppo cambiò nome in Nanowar of Steel e nell'aprile di tale anno firmarono un contratto con la Mystic Empire per la distribuzione di Other Bands Play, Nanowar Gay! in Russia. Nel mese di agosto parteciparono al Metal Dayz Festival insieme a gruppi quali Nevermore e Dark Funeral; durante questa occasione il batterista Lerd'rummer ha sostituito Uinona Raider, infortunato alla mano. Durante questo concerto venne registrato l'album dal vivo Made in Naples, contenente anche gli inediti Fight the Dragon for the Village e Odino and Valhalla. Nel maggio 2007 invece svolsero la prima tournée europea attraverso il Power of the Power of the Power of the Great Tour 2007, mentre nell'ottobre di tale anno hanno intrapreso l'European Tour Metal of Steel.

### Into Gay Pride Ridee inediti (2008-2013)
Nel 2008 i Nanowar of Steel iniziarono i lavori sul secondo album in studio, provvisoriamente intitolato Metropolis Part. 3 - The Legacy, richiamo nella prima parte al brano Metropolis–Part I: "The Miracle and the Sleeper" e all'album Metropolis Pt. 2: Scenes from a Memory (entrambi dei Dream Theater) e nella seconda all'album Keeper of the Seven Keys - The Legacy degli Helloween. Le registrazioni del disco procedettero lentamente, interrotte dalle tournée europee Christmas with Nanowar Tour (a cavallo tra il 2008 e 2009) e il Goalkeeper of the Seven Keys Part. 4 Tour, oltre ad alcune partecipazioni a diversi festival europei come DeVelinx Festival a Tongeren, il Never Give Up II di Cagliari e l'Hellfest in Francia.
L'album esce nel 2010 con il titolo Into Gay Pride Ride, venendo promosso dai videoclip di Nanowar e Rap-Sody.
Nel 2012 il gruppo ha pubblicato l'inedito Giorgio Mastrota (The Keeper of the Inox Steel), ispirato al celebre conduttore televisivo, mentre il 2 agosto 2013 ha composto l'inno ufficiale di Feudalesimo e Libertà, con la quale i Nanowar of Steel hanno iniziato a collaborare da marzo di tale anno.

### A Knight at the Opera(2014)
Nel 2013 il gruppo è tornato in studio per preparare un cofanetto celebrativo dei 10 anni di attività contenente un DVD live, una raccolta dei primi lavori e nuovo materiale.
Il disco, intitolato A Knight at the Opera, è stato pubblicato il 14 marzo 2014 e contiene 14 brani del passato repertorio del gruppo, quattro inediti e un DVD con il concerto svoltosi a Bülach nel 2007, tappa conclusiva dell'European Tour Metal of Steel.

### Stairway to Valhalla(2018-2020)
Il 9 novembre 2018 esce il quarto album Stairway to Valhalla, il cui titolo è parodia di Stairway to Heaven dei Led Zeppelin. La copertina è opera del cantante Potowotominimak. Anticipato dal singolo The Call of Cthulhu, nel disco vi sono apparsi vari ospiti come Fabio Lione in Barbie, MILF Princess of the Twilight e il produttore Alessandro Del Vecchio in Hail to Liechtenstein.
Il 2 luglio 2019 il gruppo ha pubblicato il singolo Norwegian Reggaeton, parodia delle hit estive reggaeton che ha riscosso un buon successo, mentre il 9 ottobre dello stesso anno hanno firmato un contratto discografico con la Napalm Records, pubblicando il 13 dicembre dello stesso anno il singolo natalizio Valhalleluja. Nel 2020 sono usciti ulteriori singoli digitali, tra cui Sneeztem of a Yawn (parodia sulla pandemia di COVID-19) e la reinterpretazione di Deepthroat Revolution di Immanuel Casto.
Il 4 dicembre 2020 la Napalm Records ha ripubblicato Stairway to Valhalla in edizione doppio vinile con un CD bonus contenente i vari singoli stand-alone precedentemente distribuiti negli ultimi due anni.

### Italian Folk MetaleDislike to False Metal(2021-presente)
Nel gennaio 2021 hanno annunciato il cambio del logo e, con esso, una temporanea svolta di genere, passando dal metal alla musica pop. L'8 febbraio 2021 è stato pubblicato il singolo Formia, seguito il 3 marzo da Biancodolce. Il 27 aprile i Nanowar of Steel hanno annunciato l'album Italian Folk Metal previsto per luglio dello stesso anno, insieme al doppio video La maledizione di Capitan Findus e la versione in tedesco Der Fluch des Kapt'n Iglo, che presenta Maurizio Merluzzo nel ruolo di Capitan Findus e Marco Arata come suo rivale.
Nel marzo 2023 è uscito invece Dislike to False Metal, anticipato dai singoli Winterstorm in the Night e Disco Metal.
Nel maggio 2024 viene comunicato che Mohamed Abdul sta per diventare padre e proprio per questo, durante diverse tappe del tour estivo, avrà un sostituto. Il 1° giugno seguente è stato annunciato il sostituto, Il Mostro di Bomarzo. Durante il loro concerto del 4 agosto 2024 presso il Festival Metal for Emergency a Filago, Mohamed Abdul è tornato sul palco, annunciato come ospite speciale assieme a Fabio Lione.

## Stile musicale
I Nanowar of Steel propongono brani caratterizzati da testi demenziali e da un suono che riprende riccamente il power metal e l'heavy metal anni ottanta, ripropronendo brani già noti del genere heavy metal modificandone i testi per trasformarli in parodia. Analogamente parodistici sono il look e l'atteggiamento del gruppo; il nome stesso Nanowar è una storpiatura di Manowar.
Fra le parodie più note vi sono Master of Pizza (Master of Puppets dei Metallica), Emerald Fork (Emerald Sword dei Rhapsody of Fire, parodiata anche con la canzone Rap-Sody) e The Number of the Bitch (The Number of the Beast - Iron Maiden). Tra i pezzi più famosi del gruppo vi sono Giorgio Mastrota (The Keeper of the Inox Steel) e Norwegian Reggaeton, che hanno ottenuto milioni di visualizzazioni su YouTube.

## Formazione
Attuale
- Potowotominimak – voce, cori (2003-presente)
- Mr. Baffo – voce, cori (2004-presente)
- Mohamed Abdul – chitarra, tastiera (2003-presente)
- Gatto Panceri 666 – basso (2003-presente)
- Uinona Raider – batteria (2003-presente)

Ex-componenti
- Sir Daniel – chitarra (2003)

Turnisti
- Lerd'rummer – batteria (2006)
- Il Mostro di Bomarzo – chitarra, cori (2024)

## Discografia

### Album in studio
- 2005 – Other Bands Play, Nanowar Gay! (pubblicato come Nanowar)
- 2010 – Into Gay Pride Ride
- 2014 – A Knight at the Opera
- 2018 – Stairway to Valhalla
- 2021 – Italian Folk Metal
- 2023 – Dislike to False Metal

### Album dal vivo
- 2007 – Made in Naples
- 2020 – Sodali Do It Better
- 2024 - XX Years of Steel

### Raccolte
- 2018 – Singles 2014 - 2018

### EP
- 2016 – Tour-Mentone Vol. I

### Demo
- 2003 – Triumph of True Metal of Steel (pubblicato come Nanowar)

### Singoli
- 2018 – Esce ma non mi rosica
- 2018 – A cena da Gianni
- 2018 – Sottosegretari alla presidenza della Repubblica del True Metal
- 2018 – The Call of Cthulhu
- 2018 – Куроград
- 2019 – Norwegian Reggaeton (feat. Charly Glamour & Gigatron)
- 2019 – Valhalleluja (feat. Angus McFife)
- 2020 – Sneeztem of a Yawn
- 2020 – Uranus (feat. Michael Starr)
- 2020 – Deepthroat Revolution (feat. Immanuel Casto)
- 2021 – Formia
- 2021 – Biancodolce
- 2023 – Armpits of Immortals (feat. Ross the Boss)
- 2023 – Winterstorm in the Night (feat. Madeleine Liljestam)
- 2023 – Disco Metal
- 2023 – Pasadena 1994 (feat. Joakim Brodén)
- 2024 – Afraid to Shoot into the Eyes of a Stranger in a Strange Land
- 2024 – Stormwarrior of the Storm
- 2024 – HelloWorld.java